# Brad William Henke
Brad William Henke (Columbus, 10 aprile 1966 – 29 novembre 2022) è stato un giocatore di football americano e attore statunitense.
Dopo aver militato nella National Football League e nell'Arena Football League, ha intrapreso la carriera di attore; è noto al pubblico internazionale per aver interpretato Desi Piscatella nella serie Orange Is the New Black, per cui ha vinto, assieme al resto del cast, il Screen Actors Guild Award per il miglior cast in una serie commedia nel 2016.

## Biografia

### Carriera sportiva
Henke venne scelto dai New York Giants nel 1989 NFL Draft ma rifiutò l'offerta. Venne quindi preso dai Denver Broncos e giocò il Super Bowl XXIV contro i San Francisco 49ers. Dopo numerosi infortuni, che lo portarono a sei interventi all'anca, si ritirò dal football professionistico nel 1994.

### Carriera di attore
Subito dopo l'addio al football, iniziò a recitare in piccoli ruoli pubblicitari; in seguito ha avuto parti minori in ambito cinematografico e televisivo.
Il successo è arrivato con la serie Orange Is The New Black, in cui interpreta, dalla quarta stagione, Desi Piscatella, un secondino omosessuale del penitenziario federale di Litchfield. Nel 2016, assieme al resto del cast, ha ricevuto il Screen Actors Guild Award per il miglior cast in una serie commedia.

### Morte
È morto il 29 novembre 2022; la notizia è stata annunciata dalla famiglia, che non ha rivelato le cause.

## Vita privata
È stato sposato con l'attrice Katelin Chesna dal 2001 al 2008.

## Filmografia parziale

### Attore

#### Cinema
- Un marito quasi perfetto (Mr. Wrong), regia di Nick Castle (1996)
- The Fan - Il mito (The Fan), regia di Tony Scott (1996)
- Space Jam, regia di Joe Pytka (1996)
- Sugar: The Fall of the West, regia di James Frey (1998)
- Il tredicesimo piano (The Thirteenth Floor), regia di Josef Rusnak (1999)
- Fuori in 60 secondi (Gone in 60 Seconds), regia di Dominic Sena (2000)
- Love Object, regia di Robert Parigi (2003)
- The Assassination (The Assassination of Richard Nixon), regia di Niels Mueller (2004)
- Me and You and Everyone We Know, regia di Miranda July (2005)
- La banda del porno - Dilettanti allo sbaraglio! (The Moguls), regia di Michael Traeger (2005)
- Partnerperfetto.com (Must Love Dogs), regia di Gary David Goldberg (2005)
- The Zodiac, regia di Alexander Bulkley (2005)
- North Country - Storia di Josey (North Country), regia di Niki Caro (2005)
- SherryBaby, regia di Laurie Collyer (2006)
- World Trade Center, regia di Oliver Stone (2006)
- Hollywoodland, regia di Allen Coulter (2006)
- Altered - Paura dallo spazio profondo (Altered), regia di Eduardo Sánchez (2006)
- Soffocare (Choke), regia di Clark Gregg (2008)
- Around June, regia di James Savoca (2008)
- One Way to Valhalla, regia di Karen Goodman (2009)
- Star Trek, regia di J. J. Abrams (2009)
- The Space Between, regia di Travis Fine (2010)
- The Trouble with Bliss, regia di Michael Knowles (2011)
- Magic Valley, regia di Jaffe Zinn (2011)
- I Am Not a Hipster, regia di Destin Daniel Cretton (2012)
- Struck by Lightning, regia di Brian Dannelly (2012)
- Jobs, regia di Joshua Michael Stern (2013)
- Pacific Rim, regia di Guillermo del Toro (2013)
- Il cacciatore di donne (The Frozen Ground), regia di Scott Walker (2013)
- Draft Day, regia di Ivan Reitman (2014)
- Fury, regia di David Ayer (2014)
- Pure Love, regia di Manny M. Hernandez (2015)
- Pee-wee's Big Holiday, regia di John Lee (2016)
- Split, regia di M. Night Shyamalan (2016)
- The Tank, regia di Kellie Madison (2016)
- Bright, regia di David Ayer (2017)
- Cold Brook, regia di William Fichtner (2018)
- Wounds, regia di Babak Anvari (2019)
- L'eredità della vipera (Inherit the Viper), regia di Anthony Jerjen (2019)
- Arkansas, regia di Clark Duke (2020)
- Run & gun, regia di Christopher Borrelli (2022)
- Block Party Juneteenth, regia di Dawn Wilkinson (2022)

#### Televisione
- Chicago Hope – serie TV, episodio 3x03 (1996)
- Due poliziotti a Palm Beach (Silk Stalkings) – serie TV, episodio 6x06 (1996)
- E.R. - Medici in prima linea (ER) – serie TV, episodio 4x11 (1998)
- Nikki – serie TV, 16 episodi (2000-2001)
- The Michael Richards Show – serie TV, episodio 1x04 (2000)
- Going to California – serie TV, 20 episodi (2001-2002)
- Crossing Jordan – serie TV, episodio 1x23 (2002)
- Providence – serie TV, episodio 5x03 (2002)
- Giudice Amy (Judging Amy) – serie TV, 2 episodi (2002)
- CSI - Scena del crimine (CSI: Crime Scene Investigation) – serie TV, episodio 4x05 (2003)
- Dexter – serie TV, 4 episodi (2006)
- Cold Case - Delitti irrisolti (Cold Case) – serie TV, episodio 4x22 (2007)
- October Road – serie TV, 19 episodi (2007-2008)
- Law & Order - I due volti della giustizia (Law & Order) – serie TV, episodio 18x16 (2008)
- Life on Mars – serie TV, episodio 1x06 (2008)
- Trust Me – serie TV, episodio 1x09 (2009)
- Lost – serie TV, 7 episodi (2009-2010)
- CSI: Miami – serie TV, episodio 8x01 (2009)
- Solving Charlie, regia di Gregory Hoblit – film TV (2009)
- Party Down – serie TV, episodio 2x05 (2010)
- Royal Pains – serie TV, episodio 2x10 (2010)
- Criminal Minds – serie TV, episodio 6x14 (2011)
- Justified – serie TV, 7 episodi (2011)
- The Chicago Code – serie TV, episodio 1x02 (2011)
- Shameless – serie TV, episodio 1x11 (2011)
- Memphis Beat – serie TV, episodio 2x08 (2011)
- Grimm – serie TV, episodio 1x06 (2011)
- Bones – serie TV, episodio 8x07 (2012)
- Castle – serie TV, episodio 5x17 (2013)
- The Office – serie TV, episodio 9x14 (2014)
- Longmire – serie TV, episodio 2x03 (2014)
- The Bridge – serie TV, 4 episodi (2013-2014)
- Legends – serie TV, episodio 1x01 (2014)
- Hawaii Five-0 – serie TV, episodio 5x24 (2015)
- Orange Is the New Black – serie TV, 25 episodi (2016-2018)
- The Night Shift – serie TV, episodio 3x10 (2016)
- Sneaky Pete – serie TV, 6 episodi (2017)
- MacGyver – serie TV, episodio 2x23 (2018)
- Manhunt – serie TV, 6 episodi (2020)
- L'ombra dello scorpione (The Stand) – miniserie TV, 6 episodi (2020-2021)
- Law & Order - Unità vittime speciali (Law & Order - Special Victims Unit) – serie TV, episodio 23x17 (2022)
- Big Sky – serie TV, episodio 3x07 (2022)

#### Cortometraggi
- Short Term 12, regia di (2008)

### Doppiatore
- Crisis on the Planet of the Apes VR – videogioco (2018)

## Doppiatori italiani
Nella versione in italiano delle opere in cui ha recitato, Brad William Henke è stato doppiato da:
- Massimo Bitossi in Hollywoodland, Memphis Beat, Orange is the New Black, Wounds
- Roberto Draghetti in Lost, Il cacciatore di donne, Fury, Bright
- Stefano Alessandroni in Castle, Manhunt
- Lucio Saccone in E.R. - Medici in prima linea
- Luigi Ferraro in The Assassination
- Alberto Caneva in Partnerperfetto.com
- Pietro Ubaldi in La banda del porno - Dilettanti allo sbaraglio!
- Francesco Pannofino in World Trade Center
- Massimiliano Virgilii in Altered - Paura dallo spazio profondo
- Gianluca Machelli in Dexter
- Roberto Stocchi in Cold Case - Delitti irrisolti
- Massimo De Ambrosis in October Road
- Pasquale Anselmo in Soffocare
- Claudio Fattoretto in CSI: Miami
- Roberto Certomà in Criminal Minds
- Carlo Scipioni in Justified
- Mario Bombardieri in Bones
- Franco Mannella in Jobs
- Mauro Magliozzi in Draft Day
- Enrico Di Troia in Hawaii Five-0
- Stefano Mondini in Pee-wee's Big Holiday
- Paolo Marchese in Split
- Metello Mori in Sneaky Pete